# Филатово (Вологодская область)
Филатово — упразднённая деревня в Великоустюгском районе Вологодской области. Входила в состав Покровского сельского поселения (с 1 января 2006 года по 13 апреля 2009 года входила в Викторовское сельское поселение), с точки зрения административно-территориального деления — в Викторовский сельсовет. Исключена из учётных данных в 2024 году.

## География
Расположена вблизи левого берега Лузы в 32 км к юго-востоку от Великого Устюга (расстояние по автодорогам — 59 км).

## Население
| 2010 | 2013 | 2014 |
| ---- | ---- | ---- |
| 0    | →0   | →0   |

По данным переписи в 2002 году постоянного населения не было.